# Nuteki
Nuteki — белорусская рок-группа, образованная в Москве Михаилом Нокарашвили и Кириллом «Мотей» Матюшенко в 2007 году. С момента создания коллектив выпустил 2 студийных альбома, 4 мини-альбома и 1 концертный альбом. Группа четырежды — в 2012, 2013, 2014 и 2017 годах участвовала в национальном отборе Белоруссии на конкурс «Евровидение», где дважды (2013, 2017) заняла второе место.

## История

### 2007—2009

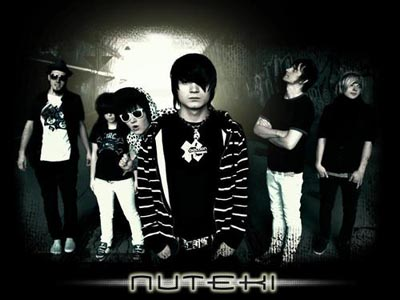
Nuteki в 2008 году.

В феврале 2008 Nuteki выпустили свой дебютный сингл «Стекло Души». Весной того же года группа приняла участие и выиграла в московском фестивале «Призван быть Первым». В качестве приза коллектив отправился в социальный тур по 45 городам СНГ, организованный молодёжной организацией «Моё поколение» и ПБП Медиа, где выступил в качестве хедлайнера. В январе 2009 группа выпустила видеоклип на песню «Стекло души». Видео было снято на замёрзшем озере диаметром 12 километров. Клип попал в ротации различных телеканалов.

### 2010—2016
Осенью 2010 группа выпустила дебютный альбом Digital Dreams и отправилась в тур по Украине, где отыграла 12 концертов. Летом 2011 группа выпустила сингл «Клоуны», работа над этим видео заняла 8 месяцев и клип вышел только в июне 2012. 2011 год группа провела в многочисленных турах по России и Украине. В феврале 2012 группа выпустила акустический альбом Unplugged #1, а также видеоклип «Не молчи».
В октябре 2014 Nuteki выпустили новый англоязычный мини-альбом The Bgnng, а также новый видеоклип «Wind Inside», режиссёром которого выступил Евгений Ножечкин. В том же году группа была номинирована на национальную музыкальную премию «Лира» в двух номинациях — «Клип года» и «Песня года».
13 февраля 2015 группа выпустила новую композицию и видеоклип «Дни километры», а 14 февраля, в День святого Валентина, песня стала доступна для покупки. В видеоклипе, вышедшем на канале ELLO, снялись известные видеоблогеры Дима Ермузевич и Алина Солопова. За первую неделю клип был просмотрен несколько сотен тысяч раз, а по состоянию на июль 2018 видео имеет более полутора миллионов просмотров.

### 2017—настоящее время

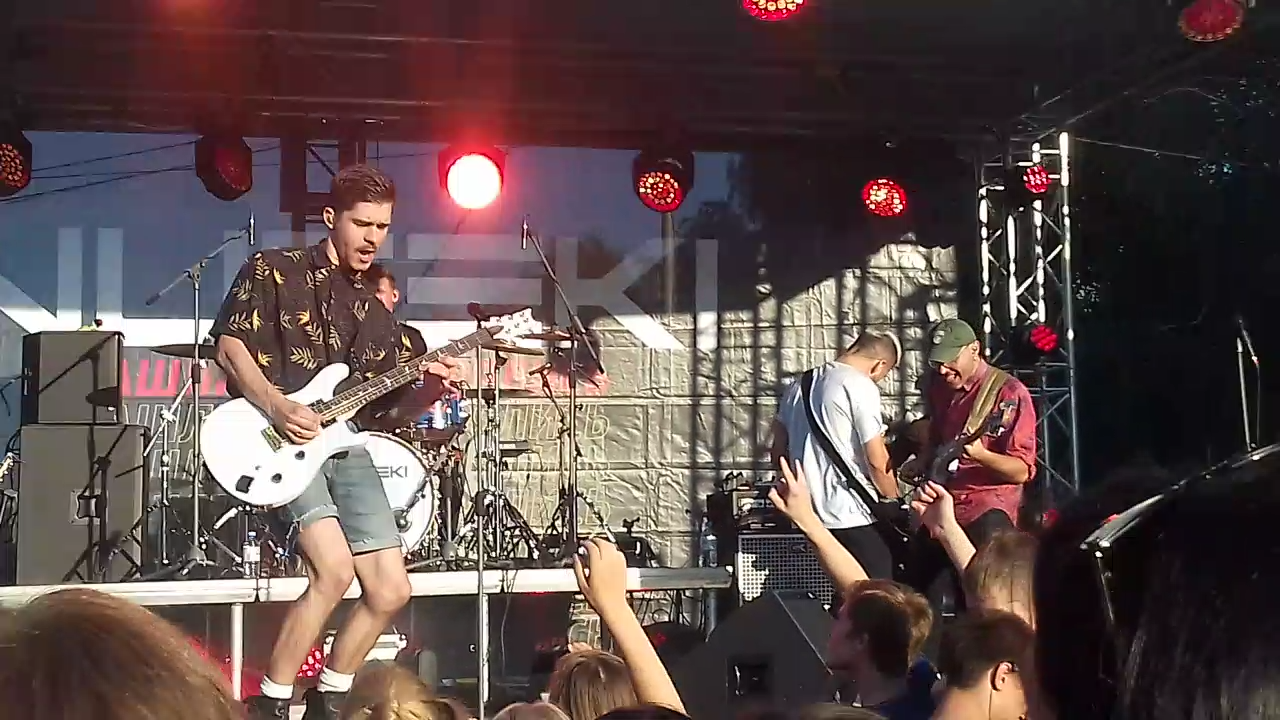
На концерте в Оренбурге в поддержку студийного альбома Нашлись и потерялись в 2018 году.

1 июля 2017 года группа выпустила новый альбом Нашлись и потерялись, а позднее и видеоклип на песню «Кроссовки», в съёмках которого принял участие белорусский видеоблогер Влад А4. В 2018 в поддержку пластинки году был устроен тур по 14 городам России, Литвы, Белоруссии и Казахстана. 25 января 2018 года коллектив выпустил новый англоязычный мини-альбом Victory Is Ours, в поддержку которого также был устроен тур по США.

### Евровидение
Nuteki четырежды принимали участие в отборочном туре конкурса Евровидение. Группа выходила в финал национального отбора в Белоруссии в 2012 году; в 2013 они заняли второе место; в 2014 пятое; а в 2017 вновь второе, уступив дуэту NAVI.

## Дискография

### Студийные альбомы
- Digital Dreams (2010)
- Нашлись и потерялись (2017)

### Мини-альбомы
- Remix EP Autosave (2014)
- The Bgnng (2014)
- Дни километры (2015)
- Victory Is Ours (2018)

### Концертные альбомы
- Unplugged #1 (2012)

### Синглы
| Год  | Название                           | Альбом            |
| ---- | ---------------------------------- | ----------------- |
| 2008 | «Стекло Души»                      | Digital Dreams    |
| 2012 | «Клоуны»                           | —                 |
| 2012 | «Save Me»                          | Remix EP Autosave |
| 2013 | «Если / Но»                        | —                 |
| 2013 | «Please Don’t Stop»                | —                 |
| 2013 | «Дыши со мной»                     | —                 |
| 2014 | «Дай мне» (OST Нереальная любовь)  | —                 |
| 2014 | «Fly Away»                         | —                 |
| 2015 | «Дни километры»                    | Дни километры     |
| 2015 | «Больше чем ты»                    | Дни километры     |
| 2015 | «Песня счастливых»                 | —                 |
| 2015 | «Люблю тебя»                       | —                 |
| 2016 | «Мама не убивай» (feat. Лилгалайз) | Живой             |
| 2016 | «Лети со мной»                     | —                 |
| 2016 | «Take my heart»                    | Victory Is Ours   |
| 2018 | «#ЕГИПЕТХИТ»                       | —                 |

### Видеоклипы
| Год  | Название            | Альбом               |
| ---- | ------------------- | -------------------- |
| 2009 | «Стекло Души»       | Digital Dreams       |
| 2010 | «Ты+Я»              | Digital Dreams       |
| 2012 | «Не молчи»          | Digital Dreams       |
| 2012 | «Клоуны»            | —                    |
| 2012 | «Save Me»           | Remix EP Autosave    |
| 2012 | «Stars»             | Unplugged #1         |
| 2012 | «The Clowns»        | —                    |
| 2013 | «Если/Но»           | —                    |
| 2013 | «Please Don’t Stop» | —                    |
| 2013 | «Дыши со мной»      | —                    |
| 2014 | «Fly Away»          | —                    |
| 2014 | «Wind Inside»       | The Bgnng            |
| 2015 | «Дни километры»     | Дни километры        |
| 2017 | «Кроссовки»         | Нашлись и потерялись |